# 육서
육서(六書, liùshū)는 한자를 여섯 가지로 분류한 것을 일컫는다. 한자는 기본적으로 표의문자에 속하나, 문자가 만들어지고 사용되는 방법에 따라서 더 자세하게 나눌 수 있다. 상형(象形), 지사(指事), 회의(會意), 형성(形聲), 전주(轉注), 가차(假借)의 여섯 가지를 육서라고 부른다. 한자에서 각 분류가 차지하는 비중은 상형자와 지사자가 가장 낮고, 형성자가 가장 높다.

## 역사
현재 육서는 상형, 지사, 회의, 형성, 전주, 가차의 여섯 가지를 뜻하지만, 이 이름들이 처음부터 정착된 것은 아니다. '육서'라는 단어가 맨 처음 등장한 게 주나라의 관료 제도를 설명한 《주례》이지만, 육서가 무엇인지에 관한 구체적인 설명은 없다. 또 반고가 편찬한 《한서》 예문지에도 언급이 있으나, 여기서는 육서를 상형, 상사(象事), 상의(象意), 상성(象聲), 전주, 가차로 분류했으며, 육서를 '조자(造字)의 근본'이라고 정의했다. 이 분류 방식은 순열(荀悅)의 《한기(漢紀)》에서도 찾아볼 수 있다. 또 정현의 《주례주(周禮注)》에서는 육서를 상형, 회의, 전주, 처사(處事), 가차, 해성(諧聲)으로 분류했으나, 각각에 대한 설명은 없다.
현재의 분류와 분류 기준이 정착된 건 허신이 저술한 《설문해자》라는 자전에 의해서다. 허신은 이 책에서 서론에 육서를 현재 알려진 대로 분류하고, 각 분류에 대한 설명도 추가해, 그 원리에 의해 부수에 따라 한자를 배열했다. 이 시기에는 육서의 순서가 지사, 상형, 형성, 회의, 전주, 가차였으나, 현재는 일반적으로 지사와 상형, 회의와 형성이 각각 순서가 바뀌어 있다. 이 이후, 육서는 한자를 분류하는 기준이 되었고, 또 그 한자의 어원을 탐색하는 수단이 되기도 했다. 1899년에 갑골문자가 발견되었을 때, 그 문장을 해석할 때도 육서가 큰 도움이 되었다.

## 분류
상형, 지사, 회의, 형성 네 가지는 글자를 만드는(造字) 방법이고, 전주, 가차는 글자를 활용하는(運用) 방법이다. 다만, 전주는 조자인지 운용인지에 대해서 논란이 약간 있다. 이는 전주 자체의 모호성 때문이다. 이는 아래의 전주 항목 참조
또한, 설문해자에서는 조자원리에 의한 분류인 상형, 지사, 회의, 형성을 두 그룹으로 나누었다. 첫 번째는 독체자(獨體字)로, 상형자과 지사자가 여기에 속한다. 이 둘은 구성이 단순해서 글자를 더 이상 쪼갤 수 없거나, 쪼개면 아예 그 말이 가지는 의미가 없어지는 글자로, (예를 들면 日의 경우, 글자를 더 쪼갤 수 없는 독체자이다. 억지로 쪼개어 외형과 점으로 나눌 수 있지만, 그럴 경우 '태양'이라는 뜻이 사라진다.) 설문해자에서는 이 둘을 '문(文)'이라고 불렀다. 두 번째는 합체자(合體字)로, 독체자가 두 개 이상 모인 글자를 뜻한다. 회의자와 형성자가 여기에 속하며, 설문해자에서는 둘을 '자(字)'라고 불렀다. 이 둘을 합쳐서 '문자(文字)'라고 불렀으며, '설문해자'는 '문자'를 해설한다는 뜻이다.

### 상형
二曰象形。象形者，畫成其物，隨體詰詘，日月是也。
 둘째는 상형이라 한다. 상형이란 그려서 그 사물을 이루는 것으로, 
 형체를 따라 굽게 되며, '日'과 '月'이 그러하다.— 《설문해자》

형태가 있는 구체적 물체의 형상을 본따 만드는 방식으로, 지사자의 창제원리와 반대되는 방식이다. 송나라 정초(鄭樵)는 24235 자 중 608 자를 상형자로 분류했다. 가장 원시적인 방식이기 때문에, 육서 중에서 가장 먼저 생긴 방식으로 인지되고 있다. 실제로 현재까지 중에선 가장 초기에 형성된 문자인 갑골 문자의 경우, 전체에서 상형자가 차지하는 비중이 4분의 1 정도로, 현재 한자에서 상형자가 차지하는 비중보다 훨씬 높다. 또한, 갑골문에서는 상형자가 원래 본뜸의 대상이 된 물체의 형태가 거의 유지되어 있었지만, 시간이 흐르고 서체가 바뀜에 따라 본래의 형태를 대부분 잃어 버렸다. 예를 들어 날 일(日)은 갑골문에서는 원 안에 점(또는 선)이 있는 형태로, 흑점이 있는 태양을 본따 만든 글자임을 알 수 있었지만, 현재의 글씨체는 그 형태가 많이 일그러져 있다. 이는 글자를 쓸 때 번거로움을 줄이기 위해서 글자를 더 추상화했기 때문이다. 이는 쐐기 문자에서도 확인할 수 있다.
상형자는 독체자이기 때문에 글자를 쪼개는 것이 거의 의미가 없다. '日'을 태양의 표면을 나타내는 바깥의 사각형과 흑점을 나타내는 안쪽의 선으로 분석할 수 있지만, 태양을 태양의 표면과 흑점으로 나누는 것은 딱히 의미가 없다. 마찬가지로 말 마(馬)를 머리, 몸통, 꼬리에 해당하는 부분으로 나눌 수 있지만, 그렇게 나누는 것이 딱히 의미를 가지지는 않는다. 이런 상형자는 나중에 복잡한 뜻을 가지는 글자를 만들기 위해 필요한 구성요소로 작용되며, 이 때문에 상형자는 일반적으로 부수다. 또한, 용 룡(龍), 거북 귀(龜), 쥐 서(鼠), 맹꽁이 맹(黽)과 같이 획수가 비교적 많은 부수는 거의 대부분이 상형자다.
상형자의 예:
| 갑골 문자 | 전서 | 예서 | 행서 | 초서 | 해서 | 뜻   | 음 |
|           |      |      |      |      |      | 태양 | 일 |
|           |      |      |      |      |      | 달   | 월 |
|           |      |      |      |      |      | 산   | 산 |
|           |      |      |      |      |      | 물   | 수 |
|           |      |      |      |      |      | 비   | 우 |
|           |      |      |      |      |      | 나무 | 목 |

### 지사
一曰指事。指事者，視而可識，察而見意，上下是也。
 첫째는 지사라 한다. 지사란 보아서 알 수 있고, 
 살펴서 그 뜻이 나타나는 것으로, '上'과 '下'가 그러하다.— 《설문해자》

상형이 그려낼 수 있는 구체적인 사물을 대상으로 글자를 만드는 방식인 데에 비해, 직접 그려낼 수 없는 추상적이면서 비교적 기본적인 개념을 표현하기 위해 만드는 형식으로, 점과 선을 이용해서 상징이 될 수 있는 부호로 글자를 만드는 방식이다. 부호로써 글자를 만들어내야 한다는 제약 때문에 만들 수 있는 가짓수에 비교적 큰 제약이 있어, 한자 중에서 차지하는 비중이 가장 적다. 지사자에는 위 상(上)과 아래 하(下)와 같이 순부호를 가지고 본래의 상징적인 의미를 나타낸 글자와, 근본 본(本)이나 마디 촌(寸)과 같이 상형자에다가 부호를 첨가해서 파생적인 의미를 나타낸 글자가 있다.
지사자가 기호를 사용해서 추상적인 개념을 나타낸 글자라고 하지만, 이 정의는 애매한 부분이 있다. 예를 들면 큰 대(大)는 두 팔과 두 다리를 크게 벌려서 '크다'는 개념을 나타낸 상형자지만, 팔다리를 벌린 모습을 일종의 기호로 보면 기호를 사용해서 추상적인 개념을 나타낸다는 지사의 정의에 부합한다. 반대의 경우, 지사자로 분류되는 흉할 흉(凶)은 어떤 사물이 함정과 같은 구덩이에 빠진 모습을 본떠서 '흉하다'는 개념을 나타낸 것인데, 이는 매우 구체적이라고 할 수 있다. 그래서 일부 학자는 상형자와 지사자를 딱히 구별하지 않기도 한다.
지사자의 예:
| 갑골 문자 | 금문 | 전서 | 해서 | 뜻   | 음 |
|           |      |      |      | 위   | 상 |
|           |      |      |      | 아래 | 하 |
|           |      |      |      | 하나 | 일 |

### 회의
四曰會意。會意者，比類合誼，以見指撝，武信是也。
 넷째는 회의라 한다. 회의란 글자를 나란히 하고 뜻을 합쳐서,
 사물이 가리키는 바를 나타내는 것으로, '武'와 '信'이 그러하다.— 《설문해자》

글자를 두 개 이상 조합하면서, 각 글자들의 의미에서 파생된 새로운 의미를 가지고 있는 글자를 만드는 방법이다. 조합의 요소가 되는 글자는 독체자일 수도, 합체자일 수도 있다. 예를 들어 쉴 휴(休) 같은 경우는 사람 인(人)과 나무 목(木)이라는 독체자 두 개로 구성되어 있지만, 쉴 게(憩)와 같은 경우는 혀 설(舌)과 숨쉴 식(息)으로 구성되어 있어, 독체자 하나와 합체자 하나가 합쳐진 형태이다. 회의자는 구성요소들의 의미가 유기적으로 연결되어 있어 개별의 글자들이 서로의 뜻을 보완한다.
회의에는 수풀 림(林), 간음할 간(姦), 불꽃 염(炎)과 같이 동일한 글자를 반복해서 의미를 가중하거나 새로 만드는 동체회의(同體會意), 볼 간(看), 사내 남(男), 좋을 호(好)와 같이 서로 다른 글자들을 합하여 의미를 부여하는 이체회의(異體會意), 효도 효(孝), 있을 존(存)과 같이 구성요소의 일부가 생략된채로 합쳐진 변체회의(變體會意)가 있다.
공 공(功)은 장인 공(工)과 힘 력(力) 모두의 뜻을 취하지만, 工이 功의 음까지도 겸하고 있는데, 이와 같이 회의자를 구성하는 요소 중 일부가 회의자의 소리까지 결정하는 겸성회의(兼聲會意)도 있다. 이 때, 겸성회의자의 음과 성부(聲符)의 음 사이에 연관성이 얼마나 되는지 학자들마다 의견이 다르기 때문에, 겸성회의자의 범위가 어디까지인지도 의견이 다양하다. 예를 들면 갓머리(宀)와 계집 녀(女)로 구성되어 있는 편안할 안(安)은 일반적으로 회의자로 분류하지만, Peter Boodberg, William Boltz는 安의 고대 발음을 *ʔan, 女의 고대 발음을 *nrjaʔ로 추정하면서, 安이 女라는 성부를 가진다고 주장했으며, 편안할 안(妟, *ʔrans), 송사할 난(奻, *nruan), 간음할 간(姦, *kran)이 유사한 음을 가진 이유도 이 때문이라고 설명한다. 한편, 다른 학자들은 위의 예에서 妟은 잔치 연(宴)의 생략형이라서 安을 성부로 갖지 女를 성부로 가지는 것이 아니며, 奻과 姦는 음성학적 이유에 의해 형성자로 보기 어렵다고도 말한다.
회의자의 예:
| 뜻          | 음 | 글자   | 구성             | 구성                                |
| ----------- | -- | ------ | ---------------- | ----------------------------------- |
| 수풀        | 림 | 林     | 木+木            | 나무 두 개                          |
| 빽빽한 수풀 | 삼 | 森     | 木+木+木         | 나무 세(여러) 개                    |
| 쉬다        | 휴 | 休     | 人+木            | 나무와 나무에 기댄 사람             |
| 보다        | 간 | 看     | 手+目            | 눈과 눈 위에 댄 손                  |
| 모이다      | 집 | 雧(集) | 隹+隹+隹+木      | 나무와 나무 위에 세(여러) 마리의 새 |
| 한 쌍       | 쌍 | 雙     | 隹+隹+又         | 손과 손에 쥔 두 마리의 새           |
| 좋다        | 호 | 好     | 女+子            | 여자와 아이                         |
| 걸음        | 보 | 步     | 止+𣥂(止의 변형) | 왼발과 오른발                       |

### 형성
三曰形聲。形聲者，以事爲名，取譬相成，江河是也。
셋째는 형성이라 한다. 형성이란 사물로써 뜻(名)을 삼고,
소리(譬)를 취해 서로 이루는 것으로, '江'과 '河'가 그러하다.— 《설문해자》

의미를 나타내는 부분(형부, 形符)과 소리를 나타내는 부분(성부, 聲符)을 조합해서 새로운 글자를 만들어내는 방법이다. 일반적으로 성부는 원래 뜻을 가지지 않고 단지 소리만 표시해야 하나, 성부가 형성자의 뜻에도 일부 영향을 줄 경우 겸성회의자로 분류할 수 있다. 성부는 상하좌우, 바깥과 안, 귀퉁이 등 아무 곳에 위치하는 것이 가능하며, 성부에서 글자의 음을 따올 때 반드시 그대로 따올 필요는 없고 충성 충(忠)처럼 같은 운(韻)을 가진 음으로 바뀌는 경우도 있다. 형부는 그 글자의 뜻에 직접적인 영향을 주기 때문에, 거의 부수가 형부를 맡게 된다. 회의와 마찬가지로 조합의 요소가 되는 글자는 독체자일 수도, 합체자일 수도 있다.
여러 가지 한자를 만들 수 있는 가장 효율적인 방법이기 때문에, 한자에서 형성자가 차지하는 비중은 압도적으로 높다.《설문해자》에서는 전체의 약 82%가 형성자로 분류되어 있고, 《강희자전》에서도 5만여 자 가운데 약 89%가 형성자다. 또한, 문자가 생겨날 때, 보통 조자 방법으로 형성이 빈번하게 사용됐기 때문에, 갑골 문자가 쓰인 시기로 추정되는 기원전 1200~1500년에서 현재에 이르기까지, 형성자의 비중은 점점 높아지고 있다. 대표적인 예로 생소한 원소 이름을 중국어로 나타낼 때 형성의 방식을 채택했는데, 상온에서 고체인 금속원소는 쇠 금(金), 비금속원소는 돌 석(石), 액체인 원소는 물 수(水), 기체인 원소는 기운 기(气)를 형부인 부수로 사용하고, 원소 이름의 발음과 유사한 한자를 성부로 사용했다. 예를 들면, 상온에서 고체인 금속원소 몰리브덴을 표기하기 위해 金을 형부로, 눈 목(目, mù)을 성부로 가지는 鉬(mù)라는 글자를 새로 만들었다.
비교적 예전에 만들어진 형성자에는 원래 글자에서 나중에 형부가 추가된 사례가 적지 않다. 이런 사례는 원래 글자가 시간이 지나면서 본디 가지고 있던 뜻 외에 새로운 뜻이 만들어지고(이를 전주라고 한다.), 새로운 뜻이 원래의 뜻을 대체해버리자, 원래의 뜻을 다시 살리기 위해서 그 뜻과 연관된 형부를 추가하고 음은 원래 있던 글자의 음을 그대로 사용해서 원래 글자가 자동으로 성부로 전환된 경우다. 예를 들면 그럴 연(然)은 개고기를 불에 구워 먹는 모습을 본떠 만들어서 '불타다'라는 뜻을 가지고 있었는데, 나중에 이 글자가 '그렇다'라는 뜻을 가진 어조사가 되자, '불타다'라는 뜻을 살리기 위해 然에 불 화(火)를 덧붙인 글자가 탈 연(燃)이다. 이에 燃은 火가 형부, 然이 성부로 구분된다. 이와 비슷한 예로는 허리 요(腰), 발 지(趾), 키 기(箕) 등이 있다.
형성자의 예:
| 뜻       | 음 | 글자 | 형부(뜻) | 성부(음) |
| -------- | -- | ---- | -------- | -------- |
| 매화     | 매 | 梅   | 木(나무) | 每(매)   |
| 바다     | 해 | 海   | 水(물)   | 每(매)   |
| 강       | 강 | 江   | 水(물)   | 工(공)   |
| 돈       | 전 | 錢   | 金(쇠)   | 戔(잔)   |
| 맺다     | 결 | 結   | 糸(실)   | 吉(길)   |
| 배(과일) | 리 | 梨   | 木(나무) | 利(리)   |
| 큰 바다  | 양 | 洋   | 水(물)   | 羊(양)   |

### 전주
五曰轉注。轉注者，建類一首，同意相受，考老是也。
다섯째는 전주라 한다. 전주란 같은 류의 글자를 한 수(首)에 세워,
같은 뜻을 서로 주고받는 것으로, '考'과 '老'가 그러하다.— 《설문해자》

전주가 정확히 무엇인지는 현재까지도 정설이 없다. 육서 중 다른 부류가 정의가 알려져 있지만 기준이 애매한 데에 비해, 전주는 정의 자체가 제대로 밝혀지지 않았다. 이 이유는, 육서에 대해서 비교적 자세히 설명한 《설문해자》에서도 설명이 제대로 되어 있지 않고, 설문해자에 있는 한자들 중에 전주자의 예시도 너무 적어서 전주자의 특징을 파악할 수 없기 때문이다. '전주(轉注, 전화(轉化)시키고 붓다)'라는 이름에서 그 뜻을 추측하기 어려운 것도 전주를 정의내리기 어려운데 거든다. 서구권에서는 기본적으로 유추해낼 수 있는 특징을 따와서 derivative cognates(파생 동계), synonyms(유의) 등으로 불리고 있다.
전주를 어떻게 정의하는가에 대해서는 여러 설이 있는데, 주로 위에 있는 설문해자의 설명(建類一首, 同意相受)에서 類와 一首를 어떻게 해석하냐에 따라 설이 갈린다. 이 설들은 '전주'라는 이름을 토대로, 한자의 특성 중 무엇을 전환시키는 것이라고 주장하는지에 따라 음전설(音轉說), 형전설(形轉說), 의전설(義轉說)의 세 가지로 크게 분류된다.

### 가차
六曰假借。假借者，本無其事，依聲託事，令長是也。
여섯째는 가차라 한다. 가차는 본래 그 글자가 없어,
소리에 의거해 글자를 기탁하는 것으로, ‘令’과 ‘長’이 그러하다.— 《설문해자》

말로는 존재하나 문자로는 존재하지 않는 단어나 글자를 문자로 나타내기 위해, 표현하고자 하는 단어의 발음과 같거나 비슷한 다른, 기존의 한자로써 표현하는 것이다. 어조사나 대명사 등이 고대에 가차의 방법을 이용해서 많이 표현되었다. 예를 들어, 나 아(我)는 원래 톱니 모양의 날이 붙은 무기 같은 것을 표현하기 위해 만든 글자인데, 한문에서는 제1인칭 대명사로 쓰인다. 올 래(來)도 원래는 보리 이삭을 본떠 '보리'를 나타내기 위해 만들었지만, 고대 중국인은 '오다'라는 동사를 표현하기 위해 발음이 비슷한 來를 따왔다.
어떤 한 글자가 가차의 영향을 받을 경우, 설문해자에서 제시한 예인 하여금 령(令)이나 길 장(長)과 같이 현재까지도 원래 의미와 가차에 의해 새로 생긴 의미가 공존하는 경우도 있지만, 위의 예인 我와 來 같이 많은 글자들은 새로 생긴 의미가 원래 가지고 있던 뜻을 완전히 대체해버린다. 이 때, 원래 뜻을 되살리기 위해서 새로운 글자를 만들기도 한다. 來의 경우 '오다'라는 뜻이 '보리'라는 뜻을 대체해버리자, '보리'를 나타내기 위해 來 아래에 뒤쳐올 치(夂)를 추가해서 뜻을 보충해(夂를 통해 보리 밟기를 하는 모습을 그렸다) 보리 맥(麥)이라는 새로운 글자를 만들었다. 형성자의 예에서 든 燃, 腰, 趾, 箕가 바로 이런 방식으로 만들어졌다.)
설문해자에서 제시된 예에서는 다소 멀지만, 중국이 타국어로 된 단어나 인명, 단체명을 한자로 표기하기 위해서 음차를 이용하는 것도 넓은 의미에서의 가차라고 할 수 있다. 대표적인 예로, 이탈리아, 태국, 터키 같은 국명을 음차를 이용해서 각각 意大利(Yìdàlì), 泰国(Tàiguó), 土耳其(Tǔ'ěrqí) 등으로 표기하거나, 코카콜라 같은 음료 이름을 可口可乐(kěkǒukělè)로 표기해서 최대한 원래 외국어의 발음과 비슷하게 하려고 하는 것이 있다.
가차의 과정을 거친 글자의 예:
| 가차된 글자      | 가차된 글자 | 가차된 글자 | 가차된 글자 | 새로 생긴 글자 | 새로 생긴 글자 |
| 가차된 뜻        | 음          | 글자        | 원래 뜻     | 글자           | 음             |
| ---------------- | ----------- | ----------- | ----------- | -------------- | -------------- |
| 스스로           | 자          | 自          | 코          | 鼻             | 비             |
| 오다             | 래          | 來          | 보리        | 麥             | 맥             |
| 요하다           | 요          | 要          | 허리        | 腰             | 요             |
| 그것(지시대명사) | 기          | 其          | 키(바구니)  | 箕             | 기             |
| 북쪽             | 북          | 北          | 등          | 背             | 배             |
| 그렇다           | 연          | 然          | 불타다      | 燃             | 연             |
| 없다             | 무          | 無          | 춤          | 舞             | 무             |

## 같이 보기
- 필순
- 중국어의 외래어 음역

## 참조
1. ↑  《주례·지관·보씨》
2. ↑  《한서·예문지》
3. ↑  《한기》
4. ↑  《주례주》
5. 1 2  《설문해자 서》
6. 1 2  김태만 외 (2011년 9월 7일). 《쉽게 이해하는 중국문화》. 다락원. ISBN 978-89-277-2078-2.
7. ↑  潘重規《中國文字學》
8. ↑  唐蘭《中國文字學》
9. ↑  권영민 (2004년 2월 25일). 《한국현대문학대사전》. 서울대학교출판부. ISBN 8952104617.
10. ↑  孝의 경우 늙을 로(老)에서 아래 匕가 생략된 형태에 아들 자(子)가, 存의 경우 있을 재(在)에서 土가 생략된 형태에 子가 추가되었다.
11. ↑  William G. Boltz (1994). 《The origin and early development of the Chinese writing system》. American Oriental Society. ISBN 0940490781.
12. ↑  이재황 (2008년 5월 22일). 《한자의 재발견(소리로 만든 글자)》. NEWRUN. ISBN 8901080214.
13. ↑  Geoffrey Sampson 외 (2013). 《The reality of compound ideographs》 (PDF). Journal of Chinese Linguistics. 255–272쪽.